# Hans Wilhelm Holm Schwarz
Hans Wilhelm Holm Schwarz, auch Hans Wilhelm Schwarz (* 15. Juli 1935 in Kiel; † 29. Dezember 2019 in Schleswig), war ein deutscher Archivar und Historiker.

## Leben und Wirken
Hans Wilhelm Holm Schwarz wurde 1935 in Kiel als Sohn des Hademarscher Sparkassendirektors Hermann Schwarz und seiner Ehefrau Grete, geborene Holm, geboren. Er wuchs in Hanerau-Hademarschen auf und besuchte dort zunächst die Volks- und anschließend die Mittelschule, bevor er 1949 auf das Gymnasium in Heide wechselte. Nach dem Abitur im Jahre 1955 studierte Schwarz Anglistik, Geschichtswissenschaft, Romanistik, Germanistik und Archäologie in Marburg, Hamburg und zuletzt in Kiel, wo er das Staatsexamen ablegte und 1971 promoviert wurde. Seine Dissertation über Das Amt und Gut Hanerau von den Anfängen bis 1664 – Ein Beitrag zur Geschichte Altholsteins wurde von der Philosophischen Fakultät der Universität Kiel ausgezeichnet und 1977 als Band 70 der Quellen und Forschungen der Geschichte Schleswig-Holsteins veröffentlicht. Ab 1971 war Schwarz für den Sonderforschungsbereich 17 (Skandinavistik) der Deutschen Forschungsgemeinschaft tätig, bevor er 1973 beim Landesarchiv Schleswig-Holstein in Schleswig sein Archivarreferendariat antrat und dort bis zum Eintritt in den Ruhestand im Jahre 1998 als wissenschaftlicher Archivar wirkte. Er hatte die Position eines Dezernenten inne und prägte als Ausbildungsleiter eine Vielzahl an künftigen Archivarinnen und Archivaren. Während seiner Tätigkeit am Landesarchiv erstellte Schwarz  Findbücher über mehrere Landkreise Schleswig-Holsteins.
Schon während des Studiums hatte Schwarz, dessen Interesse für Geschichte durch seine Großeltern geweckt worden war, begonnen, seine Forschungsergebnisse in Vorträgen und Aufsätzen zu veröffentlichen. Dabei reichte sein Forschungsschwerpunkt zeitlich vom Mittelalter bis ins 20. Jahrhundert. Räumlich galten seine Studien zunächst Hanerau, Hademarschen und Holstein, später dann auch seinem Wirkungsort Schleswig und Schleswig-Holstein insgesamt. Anlässlich seines 75. und seines 80. Geburtstages wurden Festgaben mit einer Vielzahl seiner Aufsätze und Vorträge herausgegeben.
Schwarz war langjähriger Redaktionsleiter und Korrekturleser des Rendsburger Jahrbuchs und der Beiträge zur Schleswiger Stadtgeschichte, außerdem von 1987 bis 2011 Mitglied im Redaktionsausschuss des Biographischen Lexikons für Schleswig-Holstein und Lübeck.
Für seine jahrzehntelangen Leistungen im wissenschaftlichen, archivarischen und historischen Bereich wurde er im Jahre 2012 mit dem Bundesverdienstkreuz am Bande geehrt.
Hans Wilhelm Holm Schwarz war verheiratet und lebte in Schleswig.

## Publikationen
- Amt und Gut Hanerau von den Anfängen bis 1664 – Ein Beitrag zur Geschichte Altholsteins. Wachholtz Verlag, Neumünster 1977, ISBN 978-3-529-02170-1.
- mit Hartmut Haase: Kreis Plön – Findbuch. Landesarchiv Schleswig-Holstein, Schleswig 1986, ISBN 3-931292-15-0.
- 125 Jahre Sparkasse Hanerau-Hademarschen AG 1862 – 1987
- mit Veronika Eisermann: Kreis Bordesholm – Findbuch. Landesarchiv Schleswig-Holstein, Schleswig 1993, ISBN 3-931292-34-7.
- mit Veronika Eisermann: Kreis Eckernförde – Findbuch. Landesarchiv Schleswig-Holstein, Neubearbeitung, Schleswig 1996, ISBN 3-931292-44-4.
- Carsten Müller-Boysen und Gesellschaft für Rendsburger Stadt- und Kreisgeschichte e. V. (Hrsg.): Adel – Bauern – Bürger. Aufsätze 1967–2010. Festgabe zum 75. Geburtstag des Verfassers. Wachholtz Verlag, Neumünster 2010, ISBN 978-3-529-02498-6.
- Hans Braunschweig, Reimer Pohl, Dieter Lange und Schleswig-Holsteinischer Heimatbund (Hrsg.): Adel – Bauern – Bürger. Aufsätze und Vorträge 1988–2015. Festgabe zum 80. Geburtstag des Verfassers. Husum Verlag, Husum 2015, ISBN 978-3-89876-907-5.